# Salicornieae
Salicornieae ist die einzige Tribus der Unterfamilie Salicornioideae innerhalb der Pflanzenfamilie der Fuchsschwanzgewächse (Amaranthaceae). Kennzeichnende Merkmale sind meist gegliedert erscheinende, sukkulente Stängel mit stark reduzierten Laubblättern. Die Blüten stehen in dichten, dicken, ährenförmigen thyrsusförmigen Blütenständen. Es sind Salzpflanzen mit weltweiter Verbreitung.

## Beschreibung

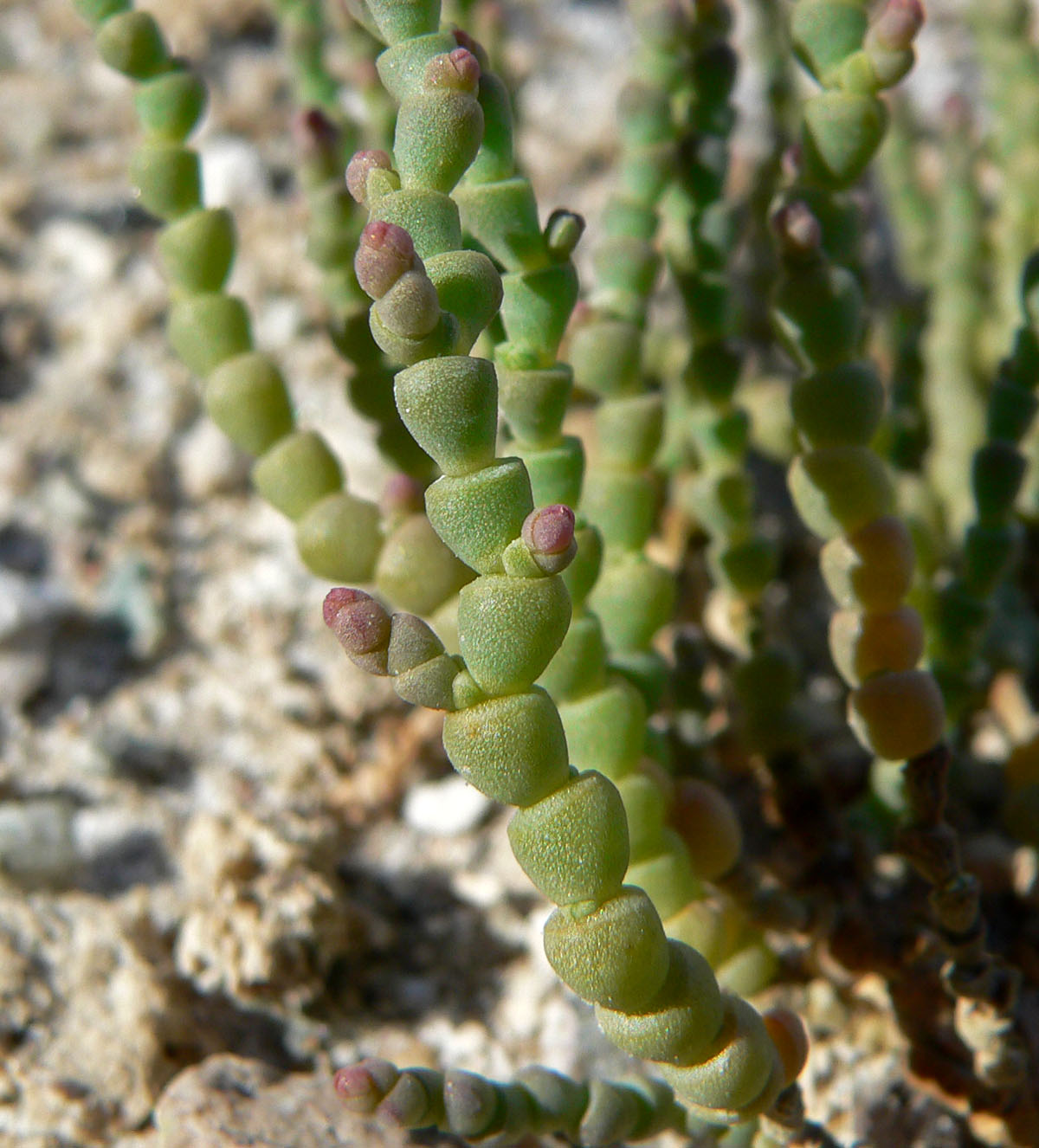
Allenrolfea occidentalis

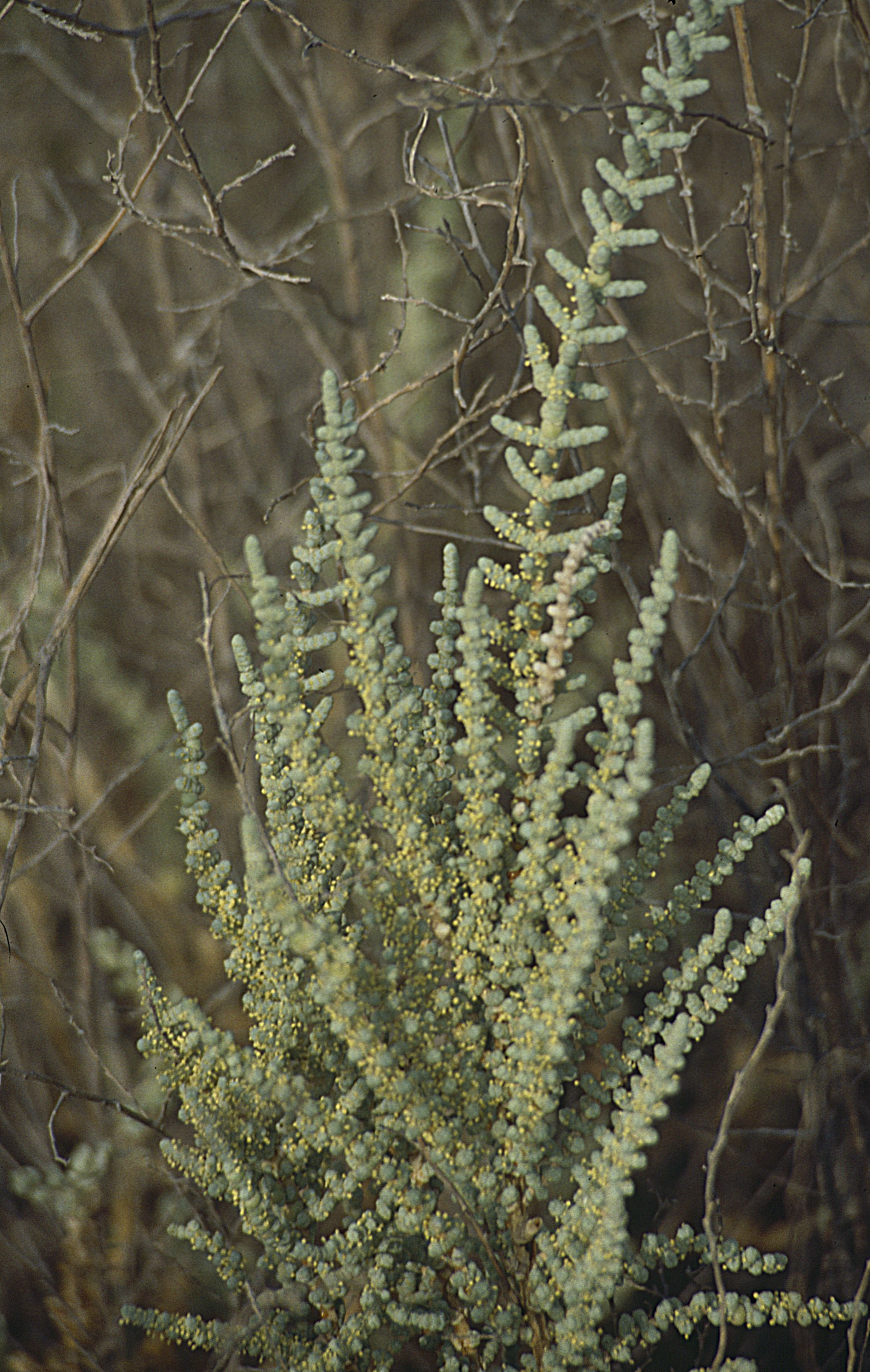
Halocnemum strobilaceum

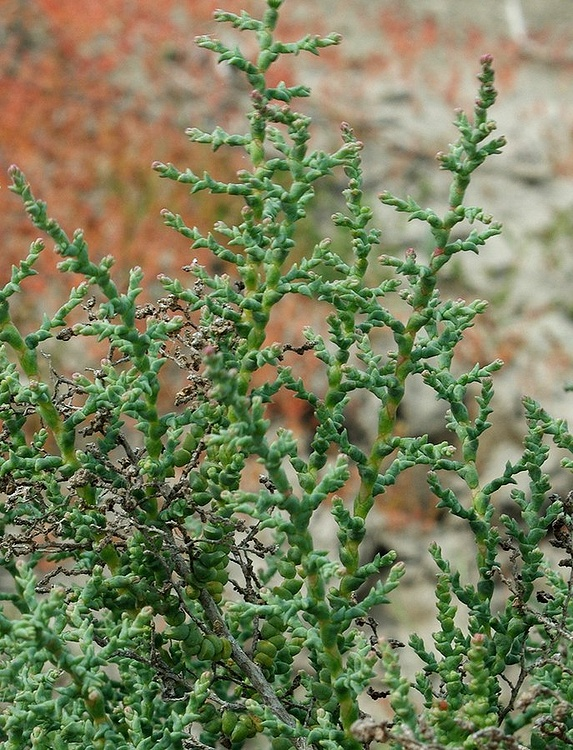
Kalidium caspicum

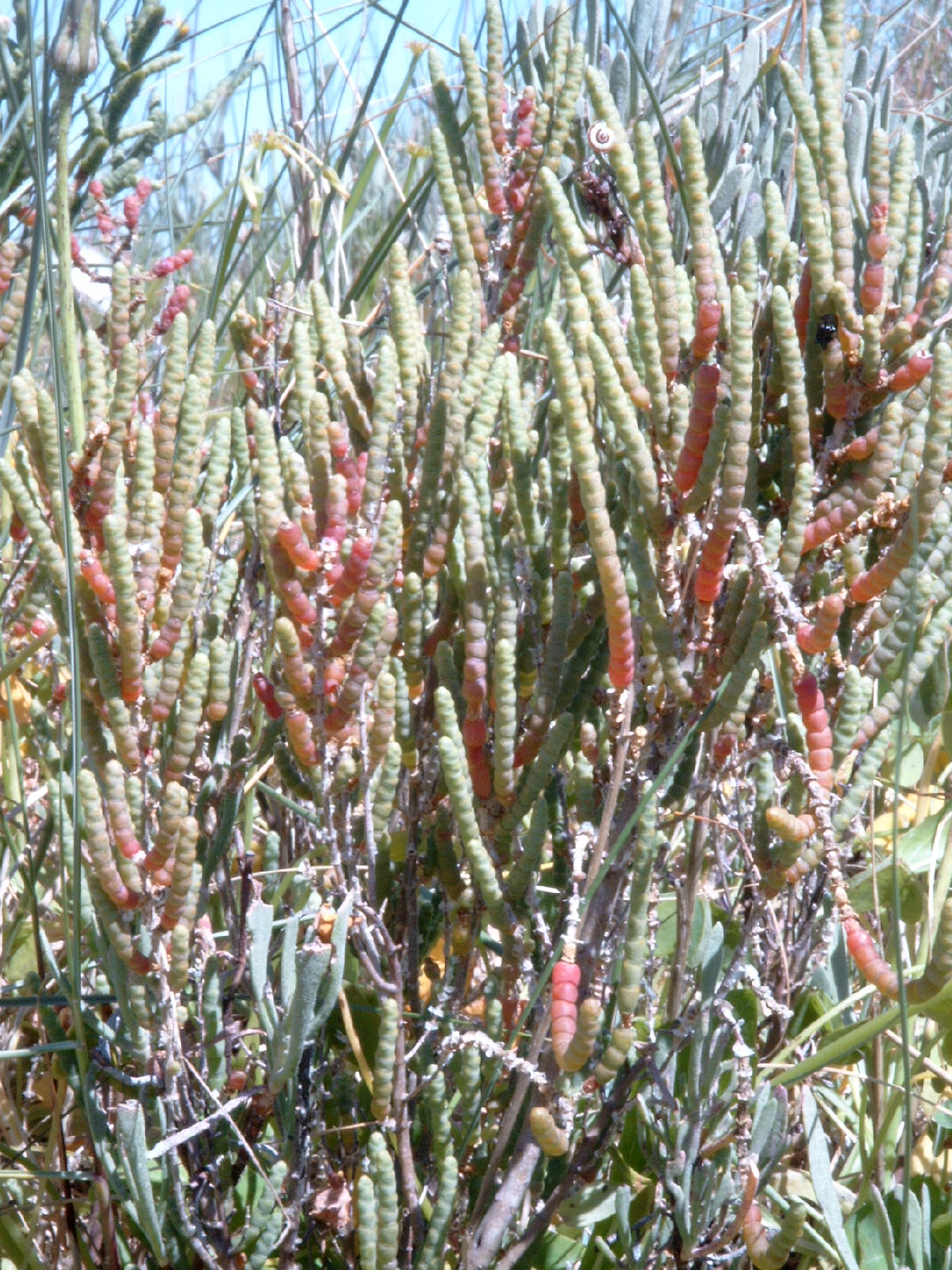
Sarcocornia perennis

### Vegetative Merkmale
Die Arten der Salicornioideae sind einjährige oder ausdauernde krautige Pflanzen, Halbsträucher oder kleine Sträucher. Ihre kahlen Stängel erscheinen oft gegliedert. Die Laubblätter stehen wechselständig oder gegenständig, sie sind fleischig, kahl, oft unten verwachsen und den Stängel umgebend (und dadurch die Gliederung bewirkend), mit fehlender oder kurzer freier Blattspreite.

### Blütenstände und Blüten
Die ährenartigen Blütenstände bestehen aus wechselständigen oder gegenständigen, oft verwachsenen und den Stängel umgebenden, oder bei einigen Arten auch freien Tragblättern. In deren Achsel sitzen jeweils eine bis fünf (selten bis zwölf) Blüten, die frei oder untereinander, mit dem Tragblatt und der Blütenstandsachse verwachsen sein können. Die zwittrigen (oder seltener bei den Randblüten eingeschlechtlichen) Blüten besitzen eine zwei- bis fünflappige Blütenhülle aus verwachsenen Tepalen. Es sind ein bis zwei Staubblätter und ein Fruchtknoten mit meist zwei Narben vorhanden.

### Früchte und Samen
Zur Fruchtzeit bleibt die Blütenhülle häutig oder wird schwammig, krustig oder hornig. Die Fruchtwand kann häutig, fleischig, krustig oder holzig sein. Der Same ist diskusförmig, linsenförmig, eiförmig oder keilförmig. Seine Oberfläche kann glatt, papillös, netzartig, höckerig oder längsgerippt ausgeprägt sein. Der Embryo ist kurvig, halb-ringförmig oder hufeisenförmig, selten nur leicht gebogen. Meist ist reichlich Nährgewebe vorhanden, nur bei Salicornia und Sarcocornia fehlt dieses.

### Photosyntheseweg
Die Salicornieae sind fast alle C3-Pflanzen. Die einzige Art, die C4-Photosynthese entwickelt hat, ist Tecticornia indica (syn. Halosarcia indica).

## Verbreitung und Evolution
Die Unterfamilie Salicornioideae ist weltweit verbreitet, die Arten wachsen an den Meeresküsten und auf salzigen Böden im Inland (Halophyten).
Die Salicornioideae entstanden in Eurasien vor etwa 38 bis 28 Millionen Jahren (Spätes Eozän/Frühes Oligozän) und erfuhren eine rasche Aufspaltung in die Hauptlinien. Dabei spalteten sich schon früh Kalidium, die Halocnemum/Halostachys-Abstammungslinie, Halopeplis sowie die Allenrolfea/Heterostachys-Linie ab. Später entstanden die Arthrocnemum/Microcnemum-Linie, die Halosarcia-Linie (mit Halosarcia, Pachycornia, Tecticornia, Sclerostegia, Tegicornia) und die Salicornia/Sarcocornia Linie. Bereits vor 14 bis 19 Millionen Jahren (Mittleres Miozän) waren alle Gattungen entwickelt.

## Systematik
Die Tribus Salicornieae wurde 1849 durch Alfred Moquin-Tandon aufgestellt innerhalb der Familie Chenopodiaceae, diese sind entsprechend molokulargenitscher Untersuchungen in der Familie Amaranthaceae eingegliedert. Oskar Eberhard Ulbrich erhob das Taxon 1934 als Salicornioideae in den Rang einer Unterfamilie (in: A. Engler & K. Prantl (Hrsg.): Die natürlichen Pflanzenfamilien, ed. 2, Band 16c).
Nach phylogenetischen Untersuchungen von Kadereit et al. (2006) enthält die Unterfamilie Salicornioideae nur eine einzige Tribus, die Salicornieae. Zuvor waren zwei Triben unterschieden worden, die Halopeplideae und die Salicornieae, die aber keine monophyletischen Gruppen bildeten.
- Tribus Salicornieae Moq.: Sie enthält etwa 11 bis 12 Gattungen[4][5] mit etwa 100 Arten:
  - Allenrolfea Kuntze: Die etwa drei Arten sind in Nord- und Südamerika verbreitet.
  - Arthroceras Piirainen & G.Kadereit, mit der einzigen Art
    - Arthroceras subterminale (Parish) Piirainen & G.Kadereit. Sie kommt in Kalifornien und Mexiko vor.[5]

  - Arthrocnemum Moq.: Die zwei oder drei Arten sind von Südwestasien und dem Mittelmeerraum bis zum westlichen tropischen Afrika (Kap Verde) und Makaronesien verbreitet. Piirainen & G.Kadereit schlugen aus nomenklatorischen Gründen 2017 vor, hierfür den Namen Arthrocaulon zu verwenden.[5]
  - Halocnemum M.Bieb.: Die nur zwei Arten sind von Südeuropa und Nordafrika über Asien bis nach China verbreitet.
  - Halopeplis Bunge ex Ung.-Sternb.: Die etwa drei Arten sind vom Mittelmeerraum und Nordafrika über Südwest- und Zentralasien bis nach China verbreitet.
  - Halostachys C.A.Mey. ex Schrenk: Es gibt nur eine Art:
    - Halostachys belangeriana (Moq.) Botsch. (Syn.: Halostachys caspica (M.Bieb.) C.A.Mey. ex Schrenk): Sie kommt in Zentral- und Südwestasien, Südosteuropa vor.

  - Heterostachys Ung.-Sternb.: Die etwa zwei Arten kommen in Zentral- und Südamerika vor.
  - Kalidium Moq. (Syn.: Kalidiopsis Aellen): Die etwa sechs Arten sind von Südosteuropa über Südwest- und Zentralasien bis nach China verbreitet.
  - Mangleticornia P.W.Ball, G.Kadereit & Cornejo, mit der einzigen Art
    - Mangleticornia ecuadorensis P.W.Ball, G.Kadereit & Cornejo. Sie kommt im Westen von Ecuador und Peru vor.[6]

  - Microcnemum Ung.-Sternb.: Es gibt nur eine Art:
    - Microcnemum coralloides (Loscos & J.Pardo) Font Quer: Die zwei Unterarten zeigen eine weit getrennte Verbreitung in Spanien und in Vorderasien (Türkei, Armenien sowie nordwestlichen Iran).

  - Queller (Salicornia L.): Die etwa 15 Arten sind fast weltweit verbreitet, vor allem auf der Nordhalbkugel, fehlen aber in Australien und Südamerika.
  - Sarcocornia A.J.Scott: Die etwa 30 Arten sind fast weltweit verbreitet. Piirainen & G.Kadereit vereinigen diese Gattung unter Salicornia.[5]
  - Tecticornia Hook f. (inklusive Halosarcia Paul G.Wilson, Pachycornia Hook. f., Sclerostegia Paul G.Wilson, Tegicornia Paul G.Wilson[4]): Die etwa 44 Arten kommen vor allem in Australien, sowie an den tropischen Küsten des Indischen Ozeans bis zum östlichen und westlichen tropischen Afrika vor.